# Supercopa de Europa 1984
La Supercopa de Europa 1984 fue la 10.ª edición de la Supercopa de la UEFA, se disputó a partido único en el Stadio Comunale de Turín el 16 de enero de 1985, entre el campeón de la Copa de Europa y el vencedor de la Recopa de Europa. 
El trofeo se disputó entre el Liverpool de Inglaterra, vencedor de la Copa de Europa 1983-84 y el Juventus FC de Italia, vencedor de la Recopa de Europa 1983-84, el juego finalizó con victoria del campeón italiano por 2 a 0, con goles del polaco Zbigniew Boniek.

## Equipos participantes
| Liverpool |  | Inglaterra |  | Campeón de la Copa de Europa (1983-84)   |
| Juventus  |  | Italia     |  | Campeón de la Recopa de Europa (1983-84) |

## Detalles del encuentro
| 1          | POR        | Luciano Bodini      |  |
| 2          | DEF        | Luciano Favero      |  |
| 3          | DEF        | Antonio Cabrini     |  |
| 5          | DEF        | Sergio Brio         |  |
| 6          | DEF        | Gaetano Scirea      |  |
| 4          | MED        | Massimo Bonini      |  |
| 7          | MED        | Massimo Briaschi    |  |
| 8          | MED        | Marco Tardelli      |  |
| 11         | DEL        | Zbigniew Boniek     |  |
| 10         | DEL        | Michel Platini      |  |
| 9          | DEL        | Paolo Rossi         |  |
| Entrenador | Entrenador | Giovanni Trapattoni |  |

| 1          | POR        | Bruce Grobbelaar |     |
| 2          | DEF        | Phil Neal        |     |
| 3          | DEF        | Alan Kennedy     |     |
| 4          | DEF        | Mark Lawrenson   | 46' |
| 6          | DEF        | Alan Hansen      |     |
| 5          | MED        | Steve Nicol      |     |
| 7          | MED        | Paul Walsh       |     |
| 8          | MED        | Ronnie Whelan    |     |
| 9          | DEL        | Ian Rush         |     |
| 11         | DEL        | Kevin MacDonald  |     |
| 11         | DEL        | John Wark        |     |
| Entrenador | Entrenador | Joe Fagan        |     |

| 14 | DEF | Gary Gillespie | 46' |

| Anotado | 39' | Zbigniew Boniek | 1-0 |
| Anotado | 79' | Zbigniew Boniek | 2-0 |

| Árbitro | Dieter Pauly |

| 1          | POR        | Luciano Bodini      |  |
| 2          | DEF        | Luciano Favero      |  |
| 3          | DEF        | Antonio Cabrini     |  |
| 5          | DEF        | Sergio Brio         |  |
| 6          | DEF        | Gaetano Scirea      |  |
| 4          | MED        | Massimo Bonini      |  |
| 7          | MED        | Massimo Briaschi    |  |
| 8          | MED        | Marco Tardelli      |  |
| 11         | DEL        | Zbigniew Boniek     |  |
| 10         | DEL        | Michel Platini      |  |
| 9          | DEL        | Paolo Rossi         |  |
| Entrenador | Entrenador | Giovanni Trapattoni |  |

| 1          | POR        | Bruce Grobbelaar |     |
| 2          | DEF        | Phil Neal        |     |
| 3          | DEF        | Alan Kennedy     |     |
| 4          | DEF        | Mark Lawrenson   | 46' |
| 6          | DEF        | Alan Hansen      |     |
| 5          | MED        | Steve Nicol      |     |
| 7          | MED        | Paul Walsh       |     |
| 8          | MED        | Ronnie Whelan    |     |
| 9          | DEL        | Ian Rush         |     |
| 11         | DEL        | Kevin MacDonald  |     |
| 11         | DEL        | John Wark        |     |
| Entrenador | Entrenador | Joe Fagan        |     |

| 14 | DEF | Gary Gillespie | 46' |

| Anotado | 39' | Zbigniew Boniek | 1-0 |
| Anotado | 79' | Zbigniew Boniek | 2-0 |

| Árbitro | Dieter Pauly |

|                                  |
|                                  |
| Bandera de Italia                |
| Campeón Juventus F. C. 1º Título |